# FK Metalac Gornji Milanovac

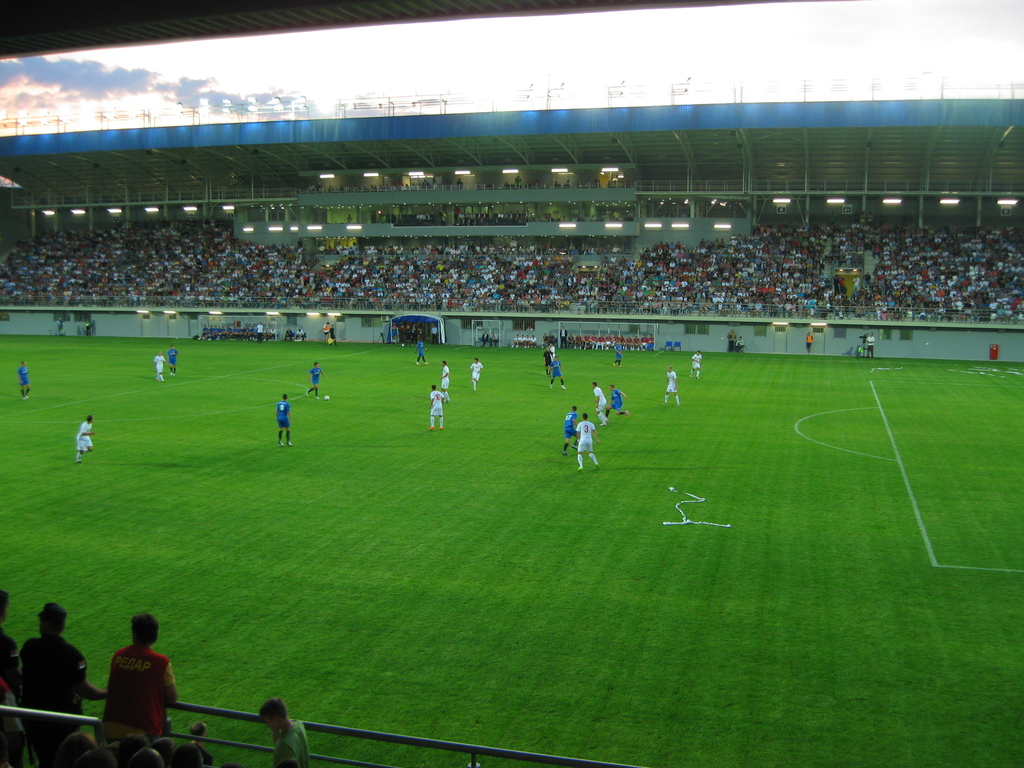
Partido inaugural del Metalac Stadium entre FK Metalac ante.

El FK Metalac Gornji Milanovac (en serbio: ФK Meтaлaц Гopњи Mилaнoвaц) es un club de fútbol serbio de la ciudad de Gornji Milanovac, fundado en 1961. El equipo disputa sus partidos como local en el Metalac Stadion y juega en la Superliga de Serbia.

## Palmarés
- Serbian League Morava / Serbian League West: 2

2001–02, 2006–07

## Jugadores

### Jugadores destacados
- Misdongarde Betolngar
- Kwame Boateng
- Nikola Karčev
- Janko Simović
- Marko Mirić